# Абдаллах-хан
Абдаллах-хан (чагат. عبد اللہ خان‎) (ум. 30 октября 1675) — хан Могульского ханства (1638—1668). В начальный период его правления Могулия, впервые со времен Мухаммад-хана III, была вновь объединена под властью единого хана, а территория государства простиралась от районов Нуристана и Андижана на западе до Сучжоу и Ганчжоу (Камчи) на востоке. Старший из сыновей Абд ар-Рахим хана и брат Султан Саид Баба-хана.

## Биография
Сын Абд ар-Рахим-хана и ойратки Бегим. В семилетнем возрасте попал на воспитание к мирзе Абу-л-Хади и вырос при нём. После смерти Абд ар-Рахим-хана мирза Абу-л-Хади привёз его в Чалыш, где попытался захватить власть его младший брат Абу-л-Мухаммад. Последний добровольно передал престол старшему брату и ушёл в Турфан в качестве хакима. Вскоре Абдаллах-хан дал согласие амирам прямо во время пира по случаю байрама убить стремившегося к слишком большой власти мирзу Абу-л-Хади, несмотря на то, что был женат на его старшей дочери, уже родившей ему двух сыновей. Утвердившись на отцовском престоле, он в том же 1635 году захватил Аксу. Однако дальнейшее его продвижение к Кашгару было остановлено Султан-Ахмад-ханом II в битве при Тургае, где он был разбит.
Второй поход, предпринятый им в 1636 г. совместно с братом Абу-л-Мухаммадом, привёл к захвату Кашгара и Хотана и бегству Султан-Ахмад-хана II в Мавераннахр, а впоследствии и к возведению Абдаллах-хана на престол Мамлакат-и Моголийе в 1638 г. Узнав о приближении войск Султан-Ахмад-хана II, казнил около 200 сановников в Кашгаре и около 100 — в Яркенде.
Продолжал союзнические отношения с казахскими ханами. В 1640—1641 годах завоевал Бадахшан и Балор.
В 1668 году отрёкся от власти в ходе междоусобной борьбы со своим сыном Йулбарсом и бежал в Индию в Шах-Джаханабад под покровительство могольского падишаха Аурангзеба. Умер через семь лет в 1675 году.